# دان كولمان (لاعب بوكر)
دان كولمان (بالإنجليزية: Daniel Colman)‏ هو لاعب بوكر أمريكي، ولد في 11 يوليو 1991 في هولدين في الولايات المتحدة.